# Hawker Nimrod
O Hawker Nimrod foi um avião britânico construído no período entre-guerras, transportado por porta-aviões. Foi desenvolvido a partir do Hawker Norn, e sua primeira versão, o Nimrod MkI entrou em serviço no ano de 1933 no No. 801 Squadron, No. 802 Squadron e No. 803 Squadron da marinha britânica.
O Nimrod MkII surgiu logo depois, em setembro de 1934.

## Operadores
- Dinamarca
  - Marinha Dinamarquesa

- Japão
  - Marinha Imperial Japonesa

- Portugal
  - Força Aérea Portuguesa

- Reino Unido
  - Marinha Real Britânica